# Dan Spivey
Daniel Eugene Spivey (né le 14 octobre 1952 à Tampa) est un joueur de football américain et un catcheur (lutteur professionnel) américain.
Joueur au poste de defensive tackle dans l'équipe des Bulldogs de la Géorgie, il est choisi par les Jets de New York au cours de la draft de la NFL de 1975 et reste une saison dans cette franchise.
Il devient catcheur dans les années 1980 d'abord dans de petites fédérations avant de travailler pour la Mid-Atlantic Championship Wrestling (en) et la World Wrestling Federation. 

## Jeunesse et carrière de joueur de football américain
Spivey est un fan de catch et notamment de Dusty Rhodes. Après le lycée, il obtient une bourse à l'université de Géorgie où il fait partie de l'équipe de football américain. Chez les Bulldogs de la Géorgie il évolue au poste de defensive tackle. Il participe à la draft de la NFL de 1975 où les Jets de New York le choisissent au 13e tour. Il reste durant une saison dans cette équipe. Des blessures aux genoux et aux chevilles le poussent à mettre fin à sa carrière.

## Carrière de catcheur

### Débuts (1984–1985)
Spivey s'entraîne pour devenir catcheur auprès de Barry Windham et Ricky Steamboat et commence sa carrière de catcheur en 1984 en Floride. Il rejoint ensuite la Mid-Atlantic Championship Wrestling (en) où il lutte sous le nom de American Starship Eagle et fat équipe avec American Starship Coyote. Ils luttent aussi à la Central States Wrestling (en) à Kansas City.

### World Wrestling Federation (1985–1988)
En 1985, Spivey rejoint la World Wrestling Federation (WWF) fin 1985. Il fait équipe avec Mike Rotundo après le départ de Barry Windham, l'ancien équipier de Rotundo. Leur équipe prend le nom d'American Express et reprend le gimmick de l'U.S. Express (en). Le 9 novembre, ils ne parviennent pas à battre Brutus Beefcake et Greg Valentine dans un match pour le championnat du monde par équipes de la WWF.

### Universal Wrestling Federation (1990–1995)
Entre 1990 et 1995, Spivey catche à la Universal Wrestling Federation. Il bat Johnny Ace à UWF Blackjack Brawl et remporte le titre UWF Americas Champion.

### Retour à la World Wrestling Federation (1995)
Dan Spivey rejoint la WWF en juin 1995, il adopte le nom de Waylon Mercy basé sur le personnage de Robert De Niro dans Max Cady en 1991. Comme Cady, il a les cheveux noirs, une chemise hawaïenne, et a un tatouage sur le front représentant une dague.

## Retraite
Spivey est maintenant propriétaire de sa propre compagnie de catch, la Sober Companions, à Stamford, CT et Odessa, Floride.

## Palmarès
- All Japan Pro Wrestling (AJPW)
  - 1 fois champion du monde par équipes de l'AJPW avec Stan Hansen[7]
- Florida Championship Wrestling
  - 1 fois champion poids lourd de Floride[8]
- Universal Wrestling Federation (en) (UWF)
  - 1 fois champion des Amériques de l'UWF[9]

## Récompenses des magazines
- Pro Wrestling Illustrated
  - 3e rookie de l'année 1985[10]

| Année | 1991 | 1992 | 1993 | 1994 | 1995 |
| ----- | ---- | ---- | ---- | ---- | ---- |
| Rang  | 62   | 43   | 100  | 167  | 80   |